# Pulgasari
Pulgasari eller Pulgasary (불가사리) är en nordkoreansk film från 1985.

## Handling
En risdocka tillverkad av en smed som fängslats av den onde kungen växer vid kontakt med blod. Till slut blir den ett stort, metallätande monster, redo att kämpa med bönderna för att störta monarken.
Pulgasari är namnet på monstret, ett kaiju.

## Om filmen
1978 kidnappades den sydkoreanske regissören Shin Sang-ok på order av Kim Jong-il. Shin Sang-ok lyckades dock fly när filmen var i slutstadiet. Pulgasari är det bäst kända resultatet av Jong-ils planer på en nordkoreansk filmindustri. Filmens specialeffekter gjordes av ett inhyrt team från japanska Toho. Kim Jong-il var även exekutiv producent för filmen.

## Rollista (i urval)
- Chang Son Hui - Ami
- Ham Gi Sop - Inde
- Jong-uk Ri - Ana
- Kenpachiro Satsuma - Pulgasari